# Eremogone biebersteinii
Eremogone biebersteinii là loài thực vật có hoa thuộc họ Cẩm chướng. Loài này được Diederich Franz Leonhard von Schlechtendal mô tả khoa học đầu tiên năm 1816 dưới danh pháp Arenaria biebersteinii. Năm 1974 Josef Holub chuyển nó sang chi Eremogone.

## Từ nguyên
Tính từ định danh là để vinh danh nam tước người Đức Friedrich August Marschall von Bieberstein (1768-1826) kiêm nhà thám hiểm và nhà khảo cổ tại khu vực Krym-Kavkaz của đế quốc Nga.

## Phân bố
Loài bản địa miền nam Nga, Kazakhstan và Ukraina.